# Finn Wolfhard
Finn Michael Wolfhard (sinh ngày 23 tháng 12 năm 2002) là nam diễn viên, ca sĩ và đạo diễn người Canada. Danh tiếng của cậu gắn liền với vai diễn Mike Wheeler trong loạt phim truyền hình Netflix Stranger Things. Ngoài ra, cậu cũng có một số vai diễn nổi bật khác, bao gồm Richie Tozier trong bộ phim kinh dị It (2017) và hậu truyện It Chapter Two (2019), và Trevor Spengler trong phim hài siêu nhiên Ghostbusters: Afterlife (2021) và hậu truyện Ghostbusters: Frozen Empire (2024).
Ngoài nghiệp diễn, Wolfhard còn là đạo diễn của phim hài ngắn Night Shifts (2020) và phim hài kinh dị Hell of a Summer (2023). Là một nhạc sĩ, cậu từng là giọng ca chính kiên tay chơi guitar của ban nhạc rock Calpurnia. Sau đó, cậu đã gia nhập The Aubreys vào năm 2020, và hiện vẫn đang là một thành viên của nhóm.

## Tiểu sử
Wolfhard sinh ra vào ngày 23 tháng 12 năm 2002, tại Vancouver, British Columbia, Canada, trong một gia đình có dòng máu Pháp, Đức và Do Thái. Cậu được cho theo học tại một ngôi trường Công giáo. Cha cậu, Eric Wolfhard, là một nhà nghiên cứu về các yêu sách đất đai của người Mỹ bản địa tại Canada. Ngoài ra, cậu còn có một người anh trai là diễn viên Nick Wolfhard.

## Sự nghiệp
Wolfhard có được vai diễn đầu tiên của mình nhờ Craigslist. Cậu xuất hiện lần đầu trên màn ảnh với vai diễn Zoran trong phim The 100, tiếp sau đó là vai Jordie Pinsky trong Supernatural.
Năm 2016, cậu vào vai Mike Wheeler trong loạt phim truyền hình Stranger Things của Netflix. Sau khi gặp được thông báo tuyển diễn viên, cậu đã thử vai cho bộ phim bằng một đoạn phim tự quay.

## Sự nghiệp diễn xuất

### Điện ảnh
| Năm  | Tên phim                            | Vai diễn                | Ghi chú    |
| ---- | ----------------------------------- | ----------------------- | ---------- |
| 2017 | Chú hề ma quái                      | Richard "Richie" Tozier |            |
| 2019 | Gã hề ma quái 2                     | Richard "Richie" Tozier |            |
| 2021 | Biệt đội săn ma: Chuyển kiếp        | Trevor Spengler         |            |
| 2022 | Pinocchio của Guillermo del Toro    | Lampwick/Lucignolo      | Lồng tiếng |
| 2024 | Biệt đội săn ma: Kỷ nguyên băng giá | Trevor Spengler         |            |

### Truyền hình
| Năm      | Tên phim        | Vai diễn     | Ghi chú |
| -------- | --------------- | ------------ | ------- |
| 2016-nay | Cậu bé mất tích | Mike Wheeler |         |